# X legislatura del Parlamento de Cataluña
La décima legislatura de la Cataluña autonómica se inició el lunes 17 de diciembre de 2012. Núria de Gispert, de UDC, fue reelegida  presidenta de la Cámara.

## Elecciones
| 59 CiU 20 PSC 21 ERC 19 PP | 13 ICV-EUiA 9 C's 3 CUP |

CiU
PSC
ERC
PP
ICV-EUiA
C's
CUP

El lunes 17 de diciembre de 2012 los 135 diputados elegidos en las elecciones celebradas el 25 de noviembre de 2012 constituyeron el Parlamento de Cataluña.
Los diputados provenían de siete candidaturas: Convergència i Unió (CiU), Partido de los Socialistas de Cataluña (PSC-PSOE), Partido Popular de Cataluña (PPC), Esquerra Republicana de Catalunya-Catalunya Sí (ERC-CatSí), Iniciativa per Catalunya Verds-Esquerra Unida i Alternativa (ICV-EUiA), Ciutadans (Cs) y Candidatura de Unidad Popular-Alternativa de Izquierdas (CUP-AE). Respecto a la anterior legislatura, se incorporaba por primera vez la Candidatura de Unidad Popular y en causaba baja Solidaritat Catalana per la Independència.
Quien logró más diputados fue Convergència i Unió, que formó gobierno con el apoyo del grupo de Esquerra Republicana de Cataluña, segundo en número de representantes.

## Gobierno
Después de las elecciones al Parlamento de Cataluña del 25 de noviembre de 2012, Artur Mas i Gavarró, de Convergencia i Unió, fue investido por segunda vez presidente de la Generalidad de Cataluña. La víspera de aquella Navidad, el 24 de diciembre de 2012 tomó posesión del cargo. El día 27 nombró a los consejeros del Consejo Ejecutivo de la Generalidad, que tomaron posesión el mismo día.
Entre los componentes del Gobierno había ocho miembros militantes de Convergencia Democrática de Cataluña (CDC), tres de Unión Democrática de Cataluña y dos consejeros independientes, Ferran Mascarell y Boi Ruiz, que repitieron el mismo cargo que ejercían el anterior mandato.

## Políticas
El día 23 de enero de 2013, durante el primer pleno de la legislatura, el Parlamento aprobó la Declaración de Soberanía y del derecho a decidir del pueblo de Cataluña con 85 votos a favor.
El 12 de diciembre de 2013 el Presidente de la Generalidad de Cataluña, Artur Mas, anunció el consenso alcanzado entre todas las formaciones políticas favorables al derecho a decidir para acordar la fecha, la pregunta y el procedimiento para hacer la consulta sobre el futuro político de Cataluña: se haría el 9 de noviembre de 2014 y tendría una pregunta con dos apartados: «¿Quiere que Cataluña sea un Estado?» y «En caso afirmativo, ¿quiere que este Estado sea independiente?».
En enero de 2014 el Parlamento de Cataluña aprobó una moción por la que se solicitaba al Congreso de los Diputados la cesión de la competencia para la celebración del referéndum, pero el 8 de abril la petición fue rechazada por el pleno por una abrumadora mayoría. La respuesta del Parlamento de Cataluña fue elaborar su propia ley de consultas para amparar legalmente la convocatoria prevista para el 9 de noviembre.
El 19 de septiembre de 2014, el Parlamento de Cataluña aprobó la ley de consultas por 106 votos a favor y 28 en contra. Contó con el apoyo de CiU, ERC, ICV y CUP, los cuatro grupos que apoyan la consulta del 9-N, más el PSC, que en total sumaban el 79% de los representantes del Parlamento de Cataluña; mientras que se posicionaron en contra el PP y Cs. 
El 27 de septiembre de 2014, Artur Mas firmó la ley así como el decreto de convocatoria de la consulta 9N, pero el Gobierno de España reaccionó inmediatamente y presentó un recurso ante el Tribunal Constitucional que lo admitió a trámite por lo que el 29 de septiembre de 2014 quedaron suspendidos cautelarmente la Ley y el decreto.
El 13 de octubre de 2014,  Artur Mas reconocía que no podría celebrarse la consulta del 9-N por falta de garantías legales, pero al día siguiente anunciaba que el 9-N se celebraría un proceso de participación ciudadana amparándose en la parte de la Ley de consultas de Cataluña que no había sido suspendida por el Tribunal Constitucional.
Finalmente el 9 de noviembre de 2014 se celebró el proceso participativo sobre el futuro político de Cataluña de 2014 sin que se produjeran incidentes.
El 25 de noviembre de 2014, cuatro días después de que la fiscalía hubiera presentado una querella contra él por la celebración del proceso participativo  del 9-N, el presidente de Cataluña Artur Mas presentó su plan para conseguir la independencia de Cataluña en 18 meses.
El 14 de enero de 2015 el Presidente de la Generalidad de Cataluña anunciaba en una rueda de prensa el adelanto de las elecciones autonómicas para el día 27 de septiembre de 2015 y que estas tendrían un carácter plebiscitario sobre la independencia de Cataluña.
A pesar de que el 25 de febrero de 2015 el Tribunal Constitucional confirmó por unanimidad la inconstitucionalidad de la consulta del 9-N, el 30 de marzo de 2015 Convergència Democràtica de Catalunya y Esquerra Republicana de Catalunya, y la Asamblea Nacional Catalana, Omnium Cultural y la Associació de Municipis per la Independència, pactaban la hoja de ruta unitaria del proceso soberanista catalán en la que se incluía una declaración unilateral de independencia en el plazo de 18 meses, si los partidos soberanistas ganaban las elecciones plebiscitarias del 27 de septiembre de 2015.